# Rhamphocharis
Rhamphocharis  (bessenpikkers) is een geslacht van zangvogels uit de familie Melanocharitidae.

## Soorten
Het geslacht kent de volgende twee soorten:
- Rhamphocharis crassirostris  – Diksnavelbessenpikker
- Rhamphocharis piperata  – Gevlekte bessenpikker